# Un borghese piccolo piccolo (romanzo)
Un borghese piccolo piccolo è un romanzo del 1976 scritto da Vincenzo Cerami.

## Personaggi
Il romanzo racconta la vicenda di Giovanni Vivaldi, un oscuro impiegato ministeriale prossimo alla pensione, di sua moglie Amalia e dell'unico figlio Mario. Dall'opera Mario Monicelli ne trasse l'omonimo film con Alberto Sordi protagonista.

## Trama
Il libro inizia con una battuta di pesca domenicale di Giovanni e Mario, padre e figlio, per tornare a casa e discutere con Amalia su come sistemare il giovane diplomato ragioniere. Giovanni apprende nel ministero dove egli è impiegato, di un concorso per milleduecento posti, cogliendo l'occasione per iscrivere Mario. Temendo l'esito negativo, chiede del favore al proprio capoufficio il quale a sua volta può garantire solamente per la prova orale, salvo l'iscrizione del suo sottoposto a una loggia massonica, così da poter accedere a un canale privilegiato e conoscere anticipatamente i quesiti della prova.
Giovanni accetta e viene istruito dal superiore per unirsi alla congrega e preparare il ragazzo. Il giorno del concorso tuttavia, giunti sul posto, padre e figlio sono coinvolti in una sparatoria a seguito di una cruenta rapina e il giovane resta ucciso accidentalmente. Poco tempo dopo la signora Amalia verrà colpita da un ictus che la priverà dell'uso della parola. Giovanni si abitua alla vita grama, tra il lavoro e le riunioni massoniche. Ogni settimana viene convocato in Questura per l'identificazione dei rapinatori tra i fermati, quando un giorno sembra riconoscerne uno pur negandolo.
Giovanni cattura il malvivente in strada per tradurlo nel suo capanno dove va a pescare, indi legarlo con del fil di ferro e torturarlo selvaggiamente per giorni fino alla morte. Giunge il giorno del pensionamento ma al contempo la moglie Amalia muore. Giovanni torna sul luogo del delitto per occultare definitivamente il cadavere e tornare alla vita di prima.

## Edizioni
- Vincenzo Cerami, Un borghese piccolo piccolo , Milano Garzanti , 1976 (ne " I Garzanti " 1977)
- Vincenzo Cerami, Un borghese piccolo piccolo, Oscar classici moderni, Arnoldo Mondadori Editore, 2010,  p. 123, ISBN 978-88-04-59841-1.